# Filé (fisioterapeuta)
Nilton Petroni Vilardi Júnior, mais conhecido por Filé (Rio de Janeiro, 7 de julho de 1961), é um fisioterapeuta brasileiro.
Filé tornou-se famoso por ter sido o fisioterapeuta que ajudou na recuperação do Ronaldo Fenômeno para a Copa de 2002, quando o regresso do Fenômeno era considerado algo quase impossível, mas acabou acontecendo em alto nível. Após a Copa, Ronaldo dedicou o título mundial à família e ao Filé. Filé recuperou o atleta usando um método criado por ele, e chamado de “Método de Recuperação Acelerada”, que foi bastante criticado na época. O tratamento começa com um trabalho na piscina, diminuindo o peso do corpo para ganhar força e resistencia. Os acessórios usados por ele são: skate, pé-de-pato, colete pra piscina prancha e areia fofa. As sessões duram 10 horas diárias.
Além de Ronaldo, Filé trabalhou com os atletas Gustavo Kuerten, Romário, Pedrinho, Élber, Túlio, o piloto de F-1 Ayrton Senna e a jogadora de vôlei Isabel Salgado.
Já trabalhou também em diversos clubes de futebol do país, como Atlético-MG, Santos, Palmeiras,e do exterior, como a Inter de Milão. Atualmente trabalha como coordenador de fisioterapia do Fluminense Football Club. Além dos clubes, já trabalhou também na Seleção Brasileira, no ínicio da década de 90, quando trabalhou na recuperação do Romário.

## Honrarias
- 2002 - Homenageado com a Medalha Tiradentes[22][23]

## Livros e publicações
- A modalidade Isoinercial como Método de Investigação no Âmbito da Função Muscular - Revista Fisioterapia Brasil
- Treinamento Excêntrico como Prevenção das Lesões Musculares - Revista Brasileira de Biomecânica
- Treinamento da Força Utilizando a Eletroestimulação - Revista Brasileira de Biomecânica
- Lesão Traumática e Déficit Elástico Muscular - Revista Fisioterapia Brasil
- A Análise Biomecânica como Meio de Controle e Diagnóstico na Reabilitação - Revista Fisioterapia Brasil
- Aspectos Centrais e Periféricos - Revista Fisioterapia Brasil
- Estudos de Parâmetros Cinemáticos da Marcha em Crianças - VI Encontro Internacional para Estudos da Criança
- Alterações da Marcha em Indivíduos Escolíoticos - I Fisiofitness da Universidade Estácio de Sá
- Changes in kinematics gait characteristicas for barefoot versus various heel heights. ESMAC-SIAMOC, Itália, 2001, Gait & Postura
- Análise do Comportamento da Distribuição de Pressão Plantar em Sujeitos Normais - Revista Fisioterapia Brasil

## Biografia
- 2002 - Nilton Petrone - Filé (autor: Luiz Carlos Lisboa)[24]